# Wakamatha tassellii
Wakamatha tassellii — вид ряду кволоподібних. «Wakamatha» — слово на мові аборигенів означає "малий укус", вид названий на честь Кріса Тассела (англ. Chris Tassell), директора Музею Королеви Вікторії, що на Тасманії. Це була дуже мала тварина знана тільки по одному фрагменту нижньої щелепи приблизно чотириміліметрової довжини, що містила третій і четвертий моляри. Зуби схожі в деяких аспектах на Sminthopsis crassicaudata, однак Wroe, 1996 задався питанням а чи не представляє цей вид дуже примітивного бандикута. Голотип знайдений у Південній Австралії в англ. Billeroo Creek Local Fauna.